# Sokołówka (powiat krotoszyński)
Sokołówka – osada leśna w Polsce położona w województwie wielkopolskim, w powiecie krotoszyńskim, w gminie Krotoszyn. Miejscowość wchodzi w skład sołectwa Roszki.
W latach 1975–1998 miejscowość położona była w województwie kaliskim.
W pobliżu znajduje się pomnik przyrody - Diabelski Kamień.